# Microppia arcuata
Microppia arcuata är en kvalsterart som beskrevs av Gordeeva och Tarba 1990. Microppia arcuata ingår i släktet Microppia och familjen Oppiidae. Inga underarter finns listade i Catalogue of Life.